# Pierluigi Martini

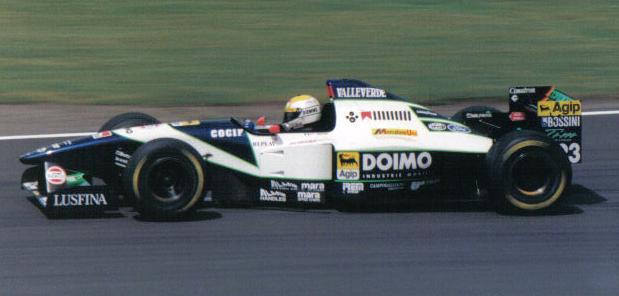
Martini in actie in 1995

Pierluigi Martini (Ravenna, 23 april 1961) is een Italiaans autocoureur die uitkwam in de Formule 1 en in 1999 de 24 uur van Le Mans won.
Martini werd in 1983 Europees kampioen Formule 3 en een jaar later kreeg hij zijn eerste kans in de Formule 1 bij het team van Toleman tijdens de Grand Prix van Italië. Hij wist zich echter niet te kwalificeren. In 1985 reed hij voor het eerst voor het dan debuterende Minardi waar hij het vaakst voor zou uitkomen. Dat seizoen werd echter een teleurstelling en Martini maakte een stap terug naar de Formule 3000.
In 1988 keerde hij bij Minardi terug in de Formule 1 en begon aan zijn succesvolste periode. Hij scoorde het eerste punt van Minardi ooit tijdens de Amerikaanse GP dat jaar, leidde de race (de enige keer ooit voor het Italiaanse team) een ronde lang in Portugal 1989 en startte vanaf de eerste startrij tijdens de Amerikaanse GP van 1990. Tijdens de Grand Prix van San Marino 1991 behaalde Martini een vierde plaats, het beste resultaat ooit voor hem en Minardi.
In 1992 stapte hij over naar Scuderia Italia maar na een jaar en slecht twee punten vertrok hij weer. In de loop van het seizoen 1993 keerde Martini weer terug bij Minardi en bleef tot en met halverwege 1995 toen hij werd vervangen door Pedro Lamy. Deze periode was lang niet zo succesvol als de jaren 1988-1991. In 1999 won Martini de 24 uur van Le Mans samen met Yannick Dalmas en Joachim Winkelhock in een BMW.